# Maracujá
Maracujá (do tupi murukuîá) é um fruto produzido pelas plantas do género Passiflora (essencialmente da espécie Passiflora edulis) da família Passifloraceae. A planta, também conhecida como maracujazeiro, é espontânea nas zonas tropicais e subtropicais da América.
Cultivada também pela sua flor ornamental (tal como as outras espécies do mesmo género botânico), a Passiflora edulis é cultivada com fins comerciais, devido ao fruto, no Caribe, no sul da Florida e no Brasil, que é o maior produtor - e também consumidor - mundial de maracujá. O maracujá de uso comercial é redondo ou ovoide, amarelo ou púrpura-escuro quando está maduro, e tem uma grande quantidade de sementes no seu interior.
O fruto é utilizado especialmente para produzir suco ou polpa de maracujá, às vezes misturada ao suco de outros frutos, como a laranja. É popularmente conhecido como a fruta da tranquilidade. A flor do maracujá é polinizada principalmente por abelhas grandes, conhecidas popularmente como mamangava.

## Valor nutritivo
| Quantidade por 100 gramas      |
| Calorias 97                    |
| Gorduras Totais 0,7 g          |
| Gorduras Saturadas 0,1 g       |
| Gorduras Poliinsaturadas 0,4 g |
| Gorduras Monoinsaturadas 0,1 g |
| Colesterol 0 mg                |
| Sódio 28 mg                    |
| Potássio 348 mg                |
| Carboidratos 23 g              |
| Fibra Alimentar 10 g           |
| Açúcar 11 g                    |
| Proteínas 2,2 g                |

| Vitamina A   | 1.272 IU | Vitamina C  | 30 mg  |
| Cálcio       | 12 mg    | Ferro       | 1,6 mg |
| Vitamina D   | 0 IU     | Vitamina B6 | 0,1 mg |
| Vitamina B12 | 0 µg     | Magnésio    | 29 mg  |

Este fruto é fonte de vitaminas A, C e do complexo B. Além disso, apresenta boa quantidade de sais minerais (ferro, sódio, cálcio e fósforo). 
Sua utilização como sedativo (calmante) é conhecida desde a antiguidade, entretanto essa não é sua única utilização, pois pode ser utilizada como hipnótico, sonífero e tonificante ( DHAWAN, ET., 2004) como veremos adiante. No entanto, o chá de suas folhas deve ser utilizado com cautela, pois elas possuem ácido cianídrico (cianeto), e, desta forma, podem levar a pessoa a um quadro de intoxicação . Experimentalmente verificou que outros animais também podem ser intoxicados devido ao consumo de folhas de certas espécies do gênero Passiflora . Este fato também é evidente devido a algumas borboletas da família Nymphalidae, subfamília Heliconinae, se alimentarem de folhas de maracujá quando em fase larval (lagarta), e sendo imunes ao ácido cianídrico, absorvem e acumulam essa toxina em seu corpo. Assim, mesmo quando atingem a idade adulta (após realizarem a metamorfose e tornarem-se borboletas em si), são impalatáveis para as aves que tentam predá-las .

### Óleo de maracujá

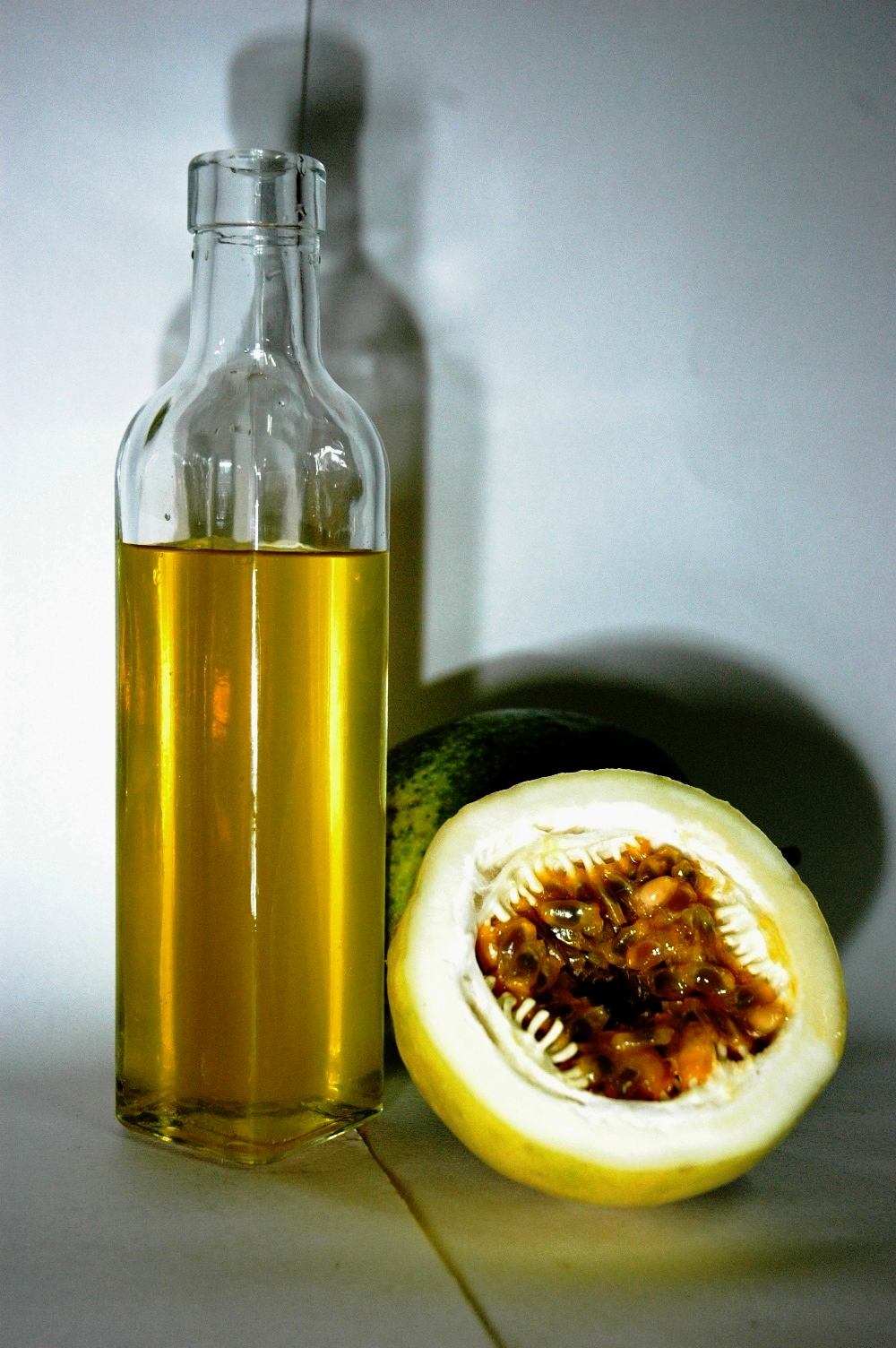
Virgim oil of Passionfruit

O Óleo de Maracujá tem uma aplicação muito variada na indústria cosmética: cremes, xampus, loções, óleos, sabonetes, etc. O óleo também pode ser usado tanto na alimentação humana e animal, quanto na indústria de tintas, sabões, alimentos e outras.
Enquanto produto cosmético a base de óleo de maracujá, este auxilia na regeneração pós-peeling e ajuda amaciar e hidratar peles secas. Auxilia também na regeneração de peles com estrias e normaliza o conteúdo lipídico alterado. 
Produtos a base do óleo do maracujá proporciona sensação relaxante e antiestresse.
| Índice                      | Unidades | Valores de referencia |
| --------------------------- | -------- | --------------------- |
| Índices de refração (40 °C) | -        | 1,47                  |
| Índice de Iodo              | gl2      | 141                   |
| Índice de Saponificação     | mg KOH\g | 190                   |
| Densidade (15 °C )          | gr\ltr   | 0,92                  |
| Ponto de fusão              | °C       | 5                     |

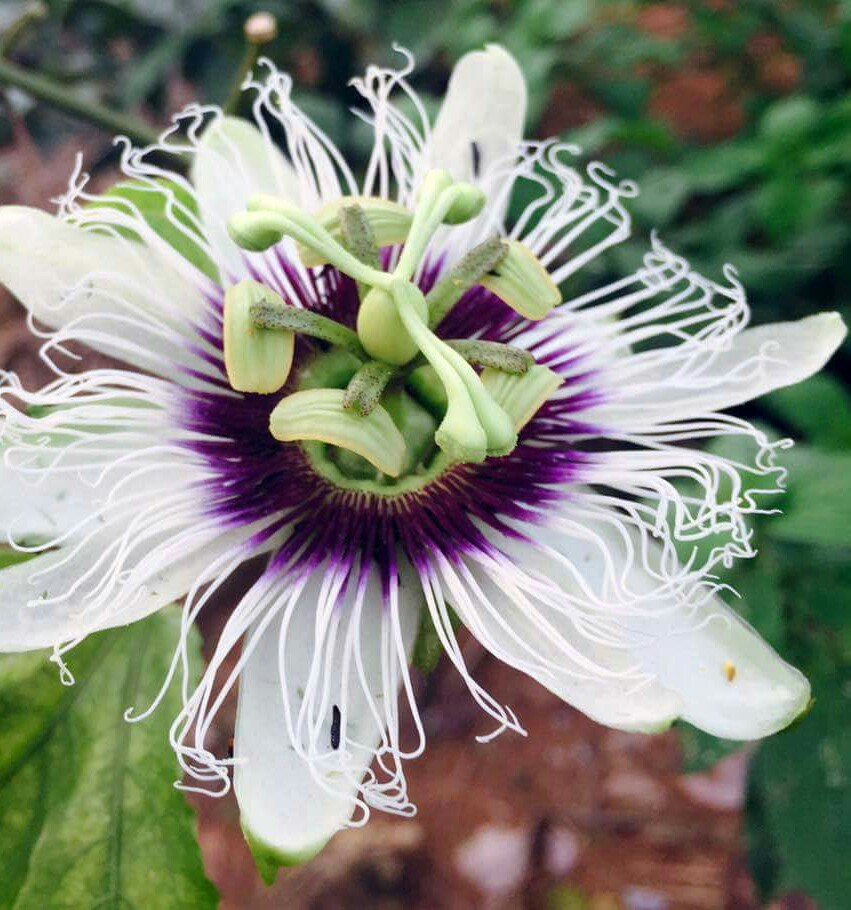
Flor de marcujá

Composição acido graxo do óleos de maracujá
| Ácidos graxos    | Unidade | Composição  |
| ---------------- | ------- | ----------- |
| Ácido palmítico  | % peso  | 8 - 12      |
| Ácido esteárico  | %peso   | 1,5 - 2,5   |
| Ácido oleico     | % peso  | 13,0 - 18,0 |
| Ácido linoleico  | % peso  | 70 - 77     |
| Ácido linolênico | % peso  | < 2         |
| Saturado         | %       | 16          |
| Insaturado       | %       | 84          |

## Pragas
As doenças e as pragas que atacam a planta do maracujá provocam prejuízos econômicos expressivos e acarretam maior uso de defensivos agrícolas, além de serem a principal ameaça à expansão e à produtividade dos cultivos de maracujá-azedo e maracujá-doce. Em algumas regiões do Brasil, doenças como a bacteriose (Xanthomonas axonopodis pv. passiflorae), murcha de fusarium (Fusarium oxysporum f. sp. passiflorae), virose do endurecimento do fruto (passion fruit woodiness virus – PWV ou cowpea aphid-borne mosaic virus - CABMV) e a antracnose (Colletotrichum gloeosporioides) têm sido importantes limitadores da produção. Essas doenças são favorecidas por condições edafoclimáticas favoráveis. Inclusive, com o uso inadequado da irrigação.

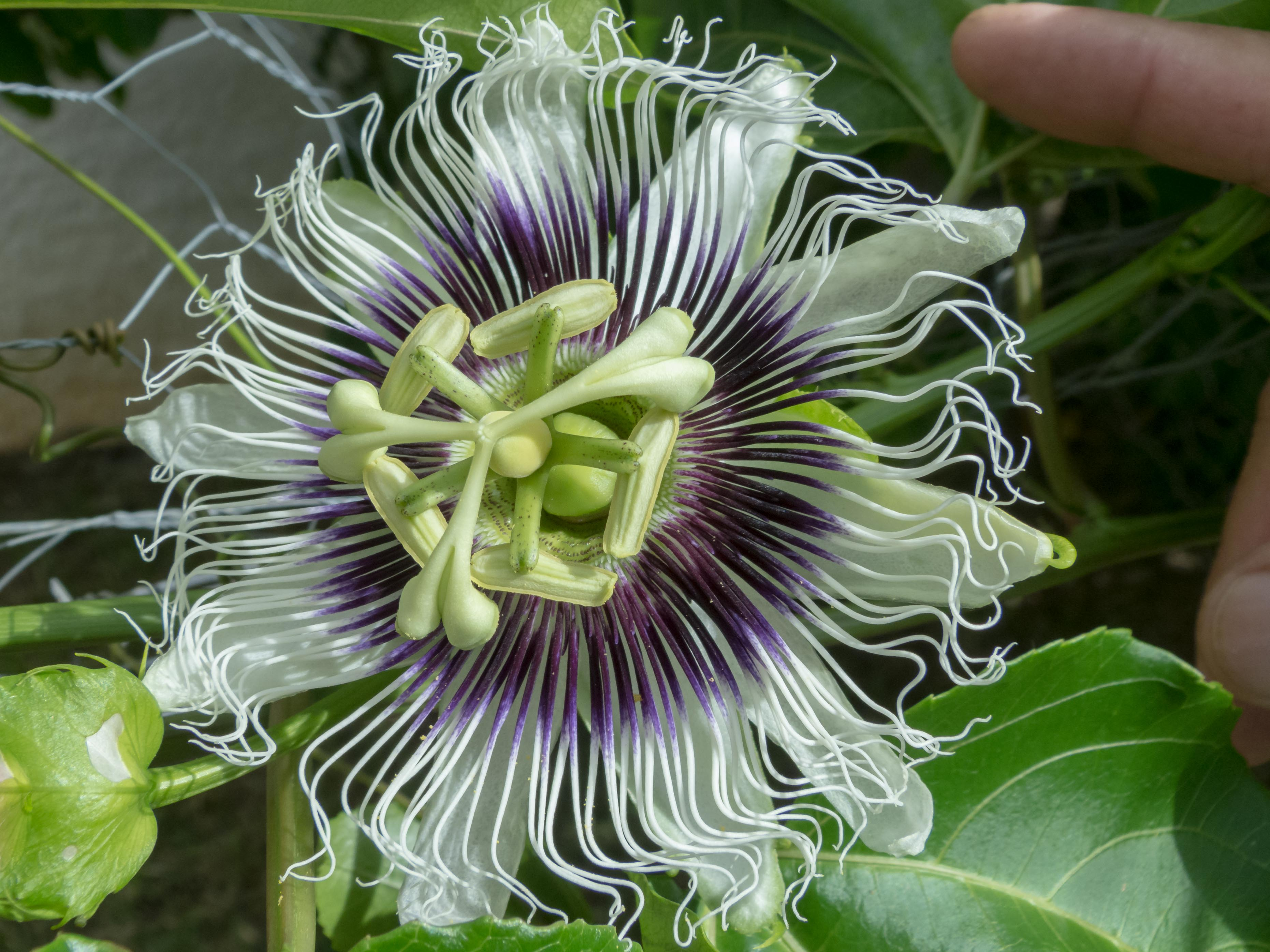
Flor de maracujá (2).

## Uso medicinal
O Maracujá (termo genérico para diversas espécies das Passifloras) é uma planta medicinal com amplo uso na medicina tradicional ou etnofarmacológicos. Sendo principalmente nas afecões do sistema nervoso, onde encontra-se referência a sua indicação com sedativo, hipnótico, analgésico, antiespasmódico, tranqüilizante, usado nas excitações nervosas, histeria, neurastenia; aplicado como emplastro  na cabeça para o alívio de tonturas e dores de cabeça, etc.. Além de outros usos como: diurético ou indicado para asma, icterícia; na forma de emplastros ou loções para as erisipelas e doenças de pele com inflamação; doença relacionada à má digestão e dores de estômago. Inclusive tem sido cogitado ser um alimento funcional.  Naturalmente ensaios clínicos devem ser realizados usando uma metodologia adequada para avaliar a eficácia putativa etno tradicional.     
Pereira & Vilegas (2000)  realizaram uma revisão sobre a farmacologia, toxicologia e constituintes químicos presentes nas folhas das espécies: P. alata, P. edulis fo. flavicarpa, P. edulis fo. edulis e P. incarnata. Uma vasta revisão também foi realizada por Dhawan et al. (2004) , descrevendo a ação farmacológica, toxicologia e os constituintes químicos das folhas de várias espécies do gênero Passiflora. Entre seus diversos constituintes os flavonóides e alcalóide indolicos  especialmente β-carbolina (harmano, harmina, harmalina) são potencialmente os elementos ativos capazes de explicar seu efeito hipnótico e sedativo contudo os referidos estudos de revisão apontam a necessidade de maiores estudos para identificação precisa desse efeito já registrado desde século XVII na Europa em antigos livros médicos e botânicos.    

## Nomes vernáculos
- Kwazá[22]: hoitswatũ; jukare
- Irantxe[23]: mamiüʔmehü